# مشهور بن حسن آل سلمان
مشهور بن حسن بن محمود آل سلمان المُكنّى بأبي عبيدة (مواليد سنة 1380هـ - 1960م) شيخ ومُحقّق فلسطيني مُقيم في الأردن.

## مسيرته

### مولده
وُلد الشيخ مشهور بن حسن في فلسطين عام 1380هـ الموافق لـ1960م.
نشأ في بيت حفاظ ودين، هاجر وأهل بيته إلى الأردن سنة (1387هـ / 1967م)، جرّاء نكسة 1967، واستقر في عمّان، وكانت دراسته الثانوية فيها، والتحق بكلية الشريعة سنة 1400هـ، في قسم (الفقه وأصوله)، وانكب على علوم الشريعة، درساً، وقراءة، وتحصيلاً؛ فقرأ من «المجموع» للنووي، والمغني لابن قدامة، و «تفسير ابن كثير»، و«تفسير القرطبي»، و«صحيح البخاري» بشرح الحافظ العسقلاني، و«صحيح مسلم» بشرح النووي، وغيرها.

### شيوخه
تأثر بعدد من الشيوخ، سواء ممن أخذ عنهم على مقاعد الدراسة النظامية، أو في المجالس العلمية، ومن أشهرهم:
- العلامة الشيخ المحدث محمد ناصر الدين الألباني
- الشيخ الفقيه مصطفى الزرقا

### التأليف[2]
- 1986: الجمع بين الصلاتين في الحضر بعذر المطر
- 1987: المحاماة، تاريخها وتنظيمها
- 1987: موقف الشريعة الإسلامية من خلوّ الرِجل
- 1988: إعلام العابد في حكم تكرار الجماعة في المسجد الواحد
- 1989: الهجر إضاءة الشموع في بيان الهجر الممنوع والمشروع
- 1989: الغول بين الحديث النبوي والموروث الشعبي
- 1991: من قصص الماضين
- 1992: معجم المصنفات الواردة في فتح الباري
- 1992: جزء في طرق حديث أرحم أمتي بأمتي أبو بكر
- 1993: القول المبين في أخطاء المصلين
- 1993: الردود والتعقبات على ما وقع للإمام النووي في صحيح مسلم
- 1994: عناية النساء بالحديث النبوي
- 1994: حكم الشرع في لعب الورق (بلوت)
- 1994: الإشارات في أسماء الرسائل المودعة في بطون المجلدات والمجلات
- 1994: مسلم بن الحجاج
- 1994: كرة القدم بين المصالح والمفاسد
- 1995: المروءة وخوارمها
- 1995: كتب حذر منها العلماء
- 1995: قصص لا تثبت
- 1995: المحكم المتين في اختصار القول المبين في أخطاء المصلين
- 1996: الإمام مسلم بن الحجاج ومنهجه في الصحيح واثره في علم الحديث[3]
- قصص لا تثبت – جزء السابع والثامن
- درة عمر رضي الله عنه وحاجة الناس إليها
- المبسوط في خصال قوم لوط
- كلمات كفرية
- رسالة في المباهلة وأحكامها الفقهية
- ألعاب القمار الحديثة وبعض صوره الجديد
- المسابقات الثقافية والجوائز التشجيعية وأحكامها الفقهية
- شعر خالف الشرع
- أحكام المال الحرام
- تراجعات الألباني
- الألباني
- الخرافة
- مسائل أعيت العلماء
- العراق في أحاديث وآثار الفتن

### تحقيقاته
- 1987: تمهيد الفرش في الخصال الموجبة لظل العرش – للسيوطي
- 1987: تسلية الآباء بفقد الأبناء المسمى التعلل والإطفا لنار لا تطفى – للسيوطي
- 1987: الفخر المتوالي فيمن انتسب للنبي من الخدم والموالي – للسخاوي
- 1987: الأوهام التي في مدخل أبي عبد الله النيسابوري - للأزدي
- 1988: بشرى الكئيب بلقاء الحبيب – للسيوطي
- 1990: مفيدة الحسنى لدفع ظن الخلوات بالسكنى – للحسن الحنفي
- 1990: الدرر الثمينة في حكم الصلاة في السفينة – لأحمد الحموي
- 1987: ثلاث رسائل حديثية – للإمام النسائي
- 1988: إرشاد ذوي العرفان لما للعمر من الزيادة والنقصان – لمرعي المقدسي
- 1992: جزء فيه من عاش مائة وعشرين سنة من الصحابة – لابن منده
- 1992: ارشاد الغبي إلى مذهب أهل البيت في صحب النبي – للشوكاني
- 1992: المسارعة في المصارعة – للسيوطي
- 1992: الرد على من ذهب إلى تصحيح علم الغيب من جهة الخط – للباجي
- 1993: أحكام النظر إلى المحرمات وما فيه من الخطر والآفات – للعامري
- 1993: تخريج حديث الأسماء الحسنى – للعسقلاني
- 1993: أدلة معتقدات أبي حنيفة الأعظم في أبوي الرسول – للقاري
- 1993: الفروسية – لابن القيم
- 1994: الطهور – لابن سلام
- 1994: الجواب الذي انضبط عن لا تكن حلواً فتسترط – للسخاوي
- 1994: تحفة الطالبين في ترجمة الإمام محي الدين – لابن العطار
- 1994: تذكرة الطالب المعلم بمن يقال انه مخضرم – للعجمي
- 1994: الفوائد الزينية في مذهب الحنيفية – للحنفي
- 1994: ذكر الآثار الواردة في الذكار التي تحرس قائلها من كيد الشيطان/عسقلاني
- 1994: المجالس الخمسة للأصبهاني
- 1994: بلوغ المنى في حكم الإستمناء – للشوكاني
- 1994: تحقيق البرهان فيلا شأن الدخان الذي يشربه الناس الآن – للحنبلي
- 1994: تنبيه المعلم بمبهمات صحيح مسلم – للعجمي
- 1995: رجحان الكفة في بيان نبذة من أخبار أهل الصفة – للسخاوي
- 1995: فوائد حديثية – لابن القيم
- 1995: الأمر بالإتباع والنهي عن الإبتداع – للسيوطي
- 1997: العزلة والإنفراد – لابن أبي الدني
- 1997: جلاء الإفهام في فضل الصلاة والسلام على خير الأنام – لابن الجوزية
- 1997: الموافقات – للشاطبي
- 1997: تالي تلخيص المتشابه – للبغدادي
- 1997: برد الأكباد عند فقد الأولاد – للدمشقي
- 1997: فضيلة العاديين من الولاة ومن أنعم النظر في حال العمال والسعاة/أصفهاني
- 1998: تقرير القواعد وتحرير الفوائد – للحنبلي
- 1998: المجالسة وجواهر العلم – لأحمد بن مروان المالكي
- 1999: تحقيق البرهان في رسالة محمد إلى الجان – لابن قاضي الجبل
- 1999: البدعة في صلاة الظهر بعد الجمعة – للغلاييني
- إعلام الموقعين – لابن القيم
- الإشراف على نكت مسائل الخلاف – للبغدادي
- 2000: الإعتصام - للشاطبي
- التخويف من النار – لابن رجب الحنبلي
- القبور – لابن أبي الدنيا
- وجوب قسمة الغنيمة – للنووي
- الرخصة العميمة في حكم الغنيمة – لابن الفركاح
- مجموعة رسائل تراثية في الخلوات
- الطرق الحكمية – لابن القيم
- مجموعة رسائل تراثية في التلغراف
- الأقوال القويمة في حكم النقل من الكتب القديمة – للبقاعي
- أمالي المحاملي – رواية ابن مهدي
- الحنائيات
- مجموعة أجزاء حديثية الأولى
- مجموعة اجزاء حديثية الثانية
- الجوبة العلمية عن الأسئلة الدمياطية – للسخاوي
- زاد المعاد – لابن القيم
- الإحكام لابن حزم
- التعقبات على الموضوعات – للسيوطي
- الموافق على المرافق (مختصر الموافقات) للشنقيطي
- سنن الدارقطني
- المستجاد من فعلات الأجواد – للتنوخي
- الذهب المسبوك في وعظ الملوك – للحميدي
- السداسيات – لزاهر الشحامي
- ذو القرنين وسد الصين، من هو وأين هو؟ (دار غراس)
- تعبير الرؤيا - لابن قتيبة الدينوري (دار غراس)
- السر المكتوم في المالين المحمود والمذموم
- الأحكام في أصول الأحكام
- السنن الأربعة بأحكام الشيخ الألباني بعناية أبي عبيدة مشهور حسن- طبع كل كتاب في مجلد واحد